# Кривянская
Кривянская — станица в Октябрьском районе Ростовской области.
Третий по величине населённый пункт района, является административным центром Кривянского сельского поселения.
Население — 10 423 жителей (по итогам переписи 2010 года).
Сегодня в станице 3240 домовладений, в которых проживает 10 337 человек (по информации от администрации станицы).

## География
Станица расположена на реке Аксай, притоке Дона, всего в 3 км восточнее Новочеркасска. Ближайшая железнодорожная станция расположена в городе Новочеркасске.

## История
Год основания станицы Кривянской доподлинно неизвестен. Известно лишь, что выросла она из хутора, который располагался вдоль изогнутого дугой ерика Кривчик, и в 1778 году именовался Кривым Станом. В 1790 году, наряду с двумя десятками других донских хуторов, хутор Кривой Стан получил статус станицы, названной Кривянской.
21 июля 1776 года вместо деревянной часовни (которая была заложена в 1747 году) была заложена деревянная церковь, с такою же колокольней в честь Покрова Пресвятой Владычицы нашей Богородицы и Приснодевы Марии. Церковь была освящена 30 сентября 1777 года.
В статистическом описании Черкасского округа за 1820—1821 годы указывается, что в станице насчитывается 213 домов, «кои по большей части деревянные». В селении обитали в то время 578 мужчин, 483 женщины и 200 временно проживающих. В этом статистическом описании сообщается также, что единственная на то время станичная улица «хоть и не пряма, зато широка и длинна».
К концу XIX века в станице проживало 7 тысяч человек обоего пола.
В 1891 году в станице началось строительство второй церкви, по проекту К. Ф. Кюнцеля. Строительство закончилось в 1892 году, и церковь получила название Тихоновской в честь епископа Тихона Задонского. Она была освящена 11 октября 1892 года.
Некоторое время станица Кривянская была административным центром Кривянского района. Кривянский район (с центром в станице Кривянской) был образован в конце 1938 года в составе Ростовской области. В 1944 году Кривянский район был упразднён, а его территория отошла в Новочеркасский район Ростовской области.
В 2005 году станица отметила своё 300-летие.

## Население
| 1959  | 1979  | 2002    | 2010    | 2012    | 2013    | 2014  | 2015  | 2016  |
| ----- | ----- | ------- | ------- | ------- | ------- | ----- | ----- | ----- |
| 5991  | ↗8617 | ↗10 219 | ↗10 423 | ↘10 274 | ↘10 135 | ↘9999 | ↘9928 | ↘9869 |
| 2017  | 2018  | 2019    | 2020    | 2021    |         |       |       |       |
| ↘9811 | ↘9734 | ↘9673   | ↘9636   | ↘9606   |         |       |       |       |

## Экономика
Основной вид деятельности населения станицы — выращивание овощных культур.
Имеется крестьянско-фермерское хозяйство «Кривянское», рыбокомбинат, кирпичный завод, лакокрасочное предприятие «ЮгСинтезКолор». В 2 км от станицы находится Новочеркасская ГРЭС.

## Образование
На территории станицы находится две средних школы:
- школа № 72;
- школа № 73.

## Достопримечательности
- Часовня Всех Святых с позолоченными куполом и крестом. Сооружена и открыта в 2016 году
- Церковь Святого Тихона Задонского. Построена в 1891 году, освящена 11 октября 1892 года Высокопреосвященнейшим Макарием, бывшим Архиепископом Донским и Новочеркасским. Автор проекта храма —  областной инженер-архитектор, начальник строительного отделения Области Войска Донского Карл Фёдорович Кюнцель
- Церковь Покрова Пресвятой Богородицы. Построена в 1910-е годы. Находится на реставрации. В 1747 году в станице Кривянская на месте кирпичной Покровской церкви была построена деревянная часовня. В 1776 году вместо часовни на средства прихожан была заложена деревянная церковь с аналогичной колокольней в честь Покрова Богородицы и Приснодевы Марии. Церковь была освящена 30 сентября 1777 года. При Покровской церкви в 1867 году работало церковно-приходское училище
- Мемориал павшим землякам в годы Великой Отечественной войны. Представляет собой каменную стелу на постаменте. Рядом с ней установлена доска с именами погибших в годы войны людей. Здесь же находится памятник, на постаменте которого скульптуры двух воинов. Один воин держит в руке знамя, другой, коленопреклонённый, держит в руках автомат. На чёрном постаменте также написаны имена погибших
- Памятник Герою Советского Союза Василию Ефимовичу Стаценко (1922—1967). Расположен в парке, в центре станицы Кривянской. Василий Ефимович Стаценко в годы Великой Отечественной войны служил разведчиком в 446-го стрелкового полка (397-я стрелковая дивизия, 61-я армия, 1-й Белорусский фронт). В феврале 1945 года старшина Стаценко в составе роты отражал контратаки противника около у польского населённого пункта Рушендорф и уничтожил при это около 60 человек неприятеля. После войны он работал в плодоовощесовхозе «Кривянский». В станице Кривянская в 1967 году Стаценко и похоронен[19]
- Памятник казакам — участникам Первой Мировой войны. Открыт в станице в 2014 году. На фронтах Первой мировой войны воевало около 140 тысяч донских казаков. Около 30 тысяч казаков стали георгиевскими кавалерами[20]
- Курганы «Кривянский II—V», Курганные группы «Кривянский I, VI—IX». Памятники археологии федерального значения[21]

## Известные уроженцы и жители
- Стаценко, Василий Ефимович[22] (1922—1967) — Герой Советского Союза. Его имя носит улица в станице.
- Сухорученко, Пётр Николаевич[22] (1927) — Герой Социалистического Труда.
- Чернокозов, Хрисанф Павлович (1885—1966) — советский хозяйственный, государственный и политический деятель.
- Полковников, Пётр Васильевич (1850—1906) — генерал-майор, дворянин из донских казаков станицы Кривянской.
- Полковников, Георгий Петрович (1883—1918) — российский военный деятель, главнокомандующий Петроградским военным округом в сентябре — октябре 1917 года. Последнее воинское звание — полковник.
- Бобриков, Степан Леонидович (1874—1931) — российский военный, генерал-майор, из дворян Войска Донского, сын офицера, казак станицы Кривянской.
- Бирюков, Михаил Петрович (род. 1987) — российский футболист, нападающий.
- Гончаров, Евгений Викторович (род. 1986) — российский боец смешанных единоборств.